# Analogsequenzer

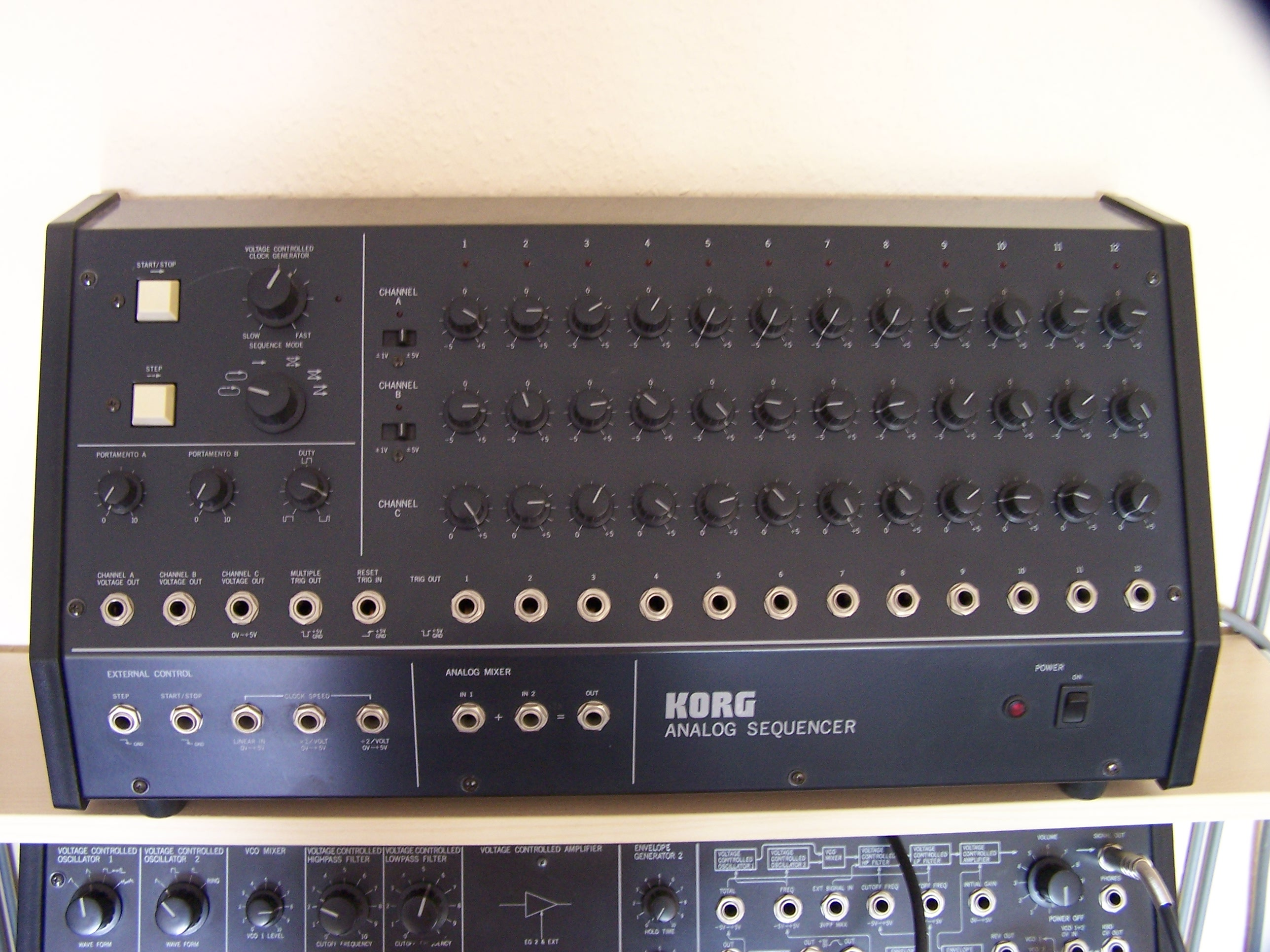
Typischer Analogsequenzer Korg SQ-10

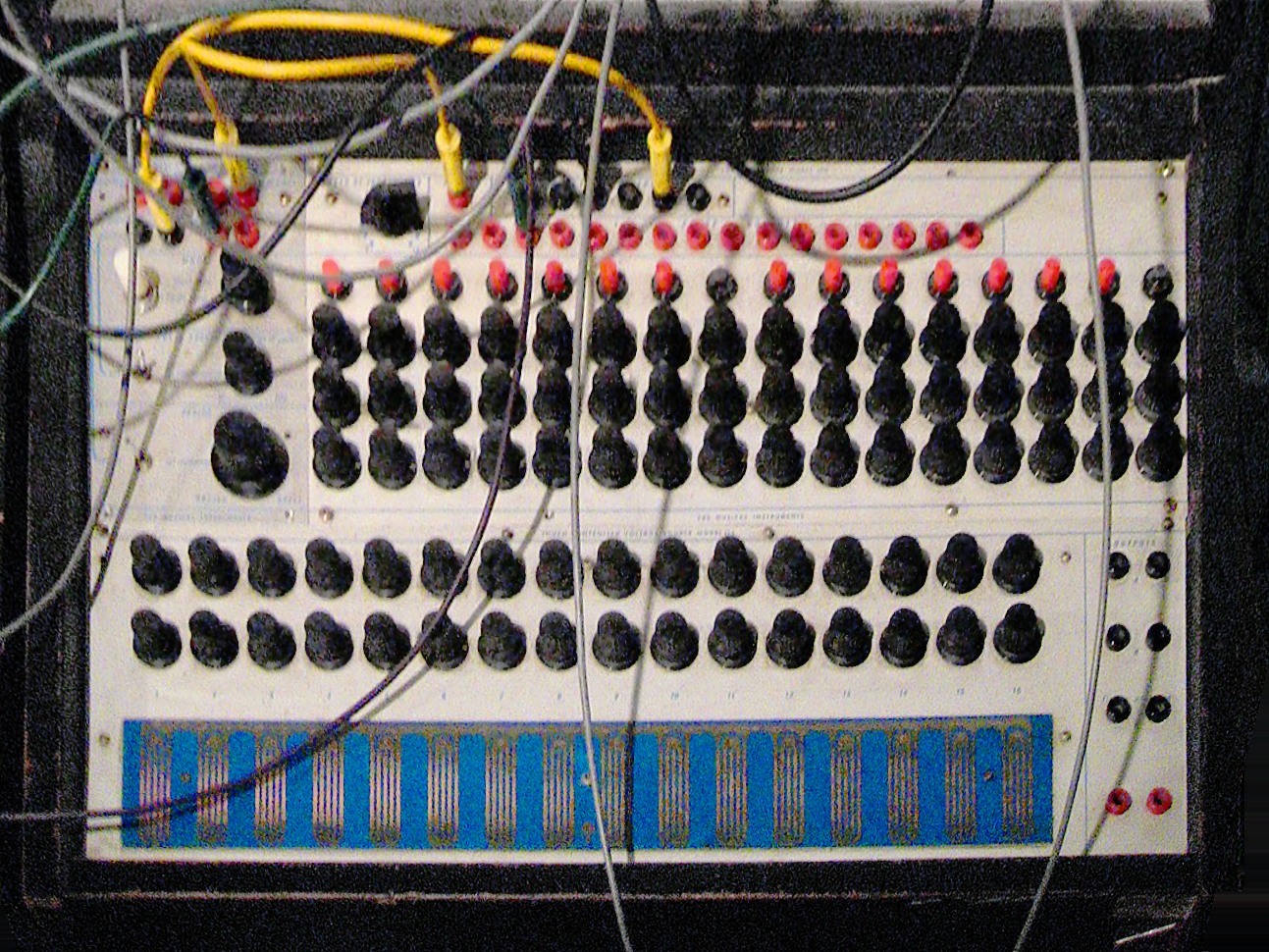
Don Buchla: Sequential Voltage Source module keyboard, circa 1964

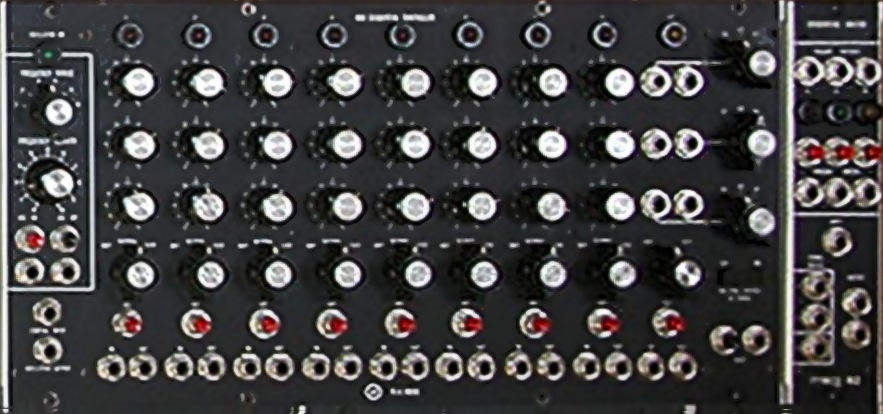

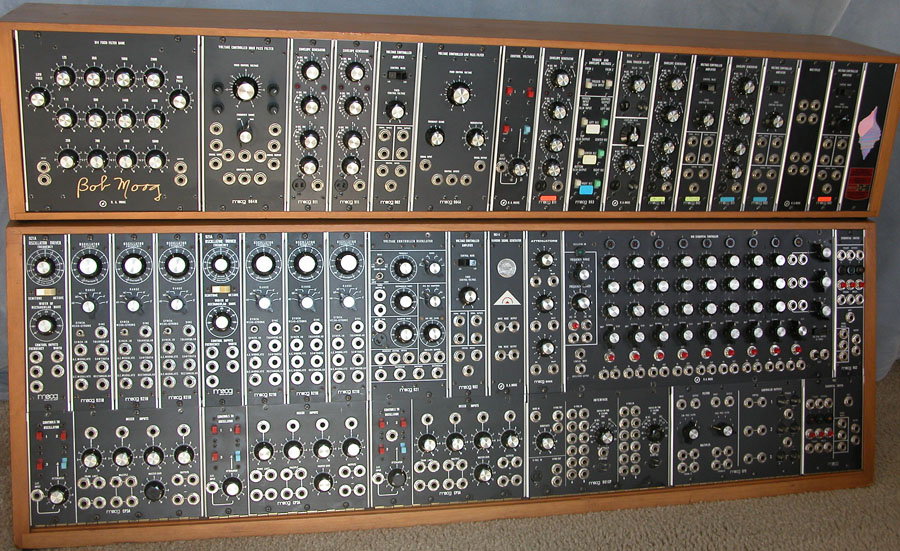
Moog sequential controller mit Moog Modular 55 (1972–1981)

Ein Analogsequenzer, auch analoger Sequenzer, ist ein Musiksequenzer aus analoger Elektronik, der in der ersten Hälfte des 20. Jahrhunderts erfunden wurde. Er dient der Steuerung von elektronischen Musikinstrumenten wie Synthesizern. Aus den Anfängen der Musiksequenzierung entwickelte sich die Computermusik, später dehnte sich dies auf die Bereiche Musikkomposition und die Klangerzeugung aus.

## Geschichte
Raymond Scott entwarf und baute in den 1940er Jahren einige der ersten elektromechanischen Musiksequenzer. Der RCA Mark II Sound Synthesizer von 1957 wurde zunächst noch indirekt über ein Lochbandsystem gesteuert, einer Art mechanischem Sequenzer, welches Notenrollen ähnelte. In früheren elektronischen Musikstücken verwendeten Künstler die Sound-on-Film-Technologie, um Schallwellen zu erzeugen und Notensequenzen zu steuern.
Ein analoger Sequenzer besteht im einfachsten Fall aus einer Reihe von Potentiometern, wo eine Spannung eingestellt werden kann, und die von einem Taktsignal der Reihe nach abgegriffen werden. So wechselt die Ausgangsspannung in regelmäßigen Abständen und kann (als Steuerspannung und Gate-Impuls) einem Synthesizer zugeführt werden. Durch „Stimmen“ der Potentiometer kann ein kurzes repetitives rhythmisches Motiv oder Riff eingestellt werden.
Ein sehr häufig verwendeter analoger Sequenzer war der Moog 960, ein Modul des modularen Moog-Synthesizers. Es bestand aus drei parallelen Bänken mit acht Potentiometern: Die drei Bänke konnten entweder drei verschiedene spannungsgesteuerte Oszillatoren (VCOs) steuern, um dreistimmige Akkorde in der Sequenz zuzulassen, oder eine Reihe konnte zum Beispiel die Tonhöhe steuern, die zweite eine Filterfrequenz oder die Lautstärke dieser Stimme, und die dritte die Filterfrequenz eines Rauschgenerators, um so sehr einfache Schlagzeugklänge zu erzeugen.
In jedem der acht Schritte bot ein Schalter drei Optionen: Diesen Schritt spielen, ihn nicht spielen (Pause) oder zum Anfang zurückkehren. Um die Monotonie endlos wiederholter Sequenzen zu vermeiden, manipulierten wegweisende elektronische Musiker wie Christopher Franke von Tangerine Dream und Michael Hoenig diese Schalter während der Aufführung in Echtzeit und fügten Töne und Beats zu einer Sequenz hinzu oder ließen sie weg. Zudem kann die „Tonhöhen“ -Reihe mit zwei oder mehr Oszillatoren verknüpft werden, die auf Intervalle abgestimmt sind, und die Oszillatoren können einzeln ein- und ausgeblendet werden.
Gute Beispiele für all diese Techniken sind auf den Alben Phaedra, Rubycon, Ricochet und Encore von Tangerine Dream sowie auf Departure from the Northern Wasteland von Michael Hoenig zu hören.
Indem zwei Sequenzer synchronisiert und einzeln verwendet werden, können wirbelnde polyrhythmische Phasing-Muster (wie sie in der Minimal Music von Steve Reich eingeführt wurden) eingerichtet werden. Der Titeltrack von Michael Hoenigs Album ist ein hervorragendes Beispiel.
Ein zusätzliches Modul (Moog 962) ermöglichte die „Verkettung“ der drei Zeilen, um eine längere Sequenz mit 24 Schritten zu bilden. Zusätzlich lässt ein Schalter am 960 selbst die dritte (untere) Reihe für Notenlängen verwenden.
Die Ausgangsspannung des Sequenzers kann zur Ausgangsspannung einer Tastatur addiert werden, um mit dieser die Sequenz im laufenden Betrieb zu transponieren. Klaus Schulze nutzte diese Technik für Tracks wie „Bayreuth Return“ von Timewind, „Floating“ von Moondawn und die rhythmischen Stücke aus seinen „analogen“ Jahren. Vangelis und Jean-Michel Jarre nutzten diese Technik ebenfalls.
Zusätzlich zum 1027-Modul, bei dem es sich um einen herkömmlichen 3x10-Step-Sequenzer handelt, war der ARP 2500 häufig mit dem 1050-Mix-Sequencer-Modul ausgestattet. Im Gegensatz zu modernen Sequenzern, die nur Spannungen erzeugten, konnte der 1050 auch Audiosignale sequenzieren. Dadurch konnte jeder Schritt der Sequenz von einer völlig anderen Klangquelle stammen. Die 8 Positionen könnten nacheinander ablaufen oder in zwei unabhängige vierstufige Sequenzer aufgeteilt werden. Dies ist leicht an der vertikalen Spalte mit acht quadratischen weißen Tasten zu erkennen, die aufleuchten, um den jeweils aktiven Schritt anzuzeigen.
Analoge Sequenzer wurden in mancher Hinsicht durch digitale Geräte und Software-Implementierungen ersetzt. Es besteht jedoch ein anhaltendes Interesse von Nutzern modularer analoger Synthese, welche die Echtzeitsteuerung schätzen, die ein analoger Sequenzer bietet, wie unter anderem die Oberkorn-Maschine von Analog Solutions zeigt.

## Galerie Analogsequenzer

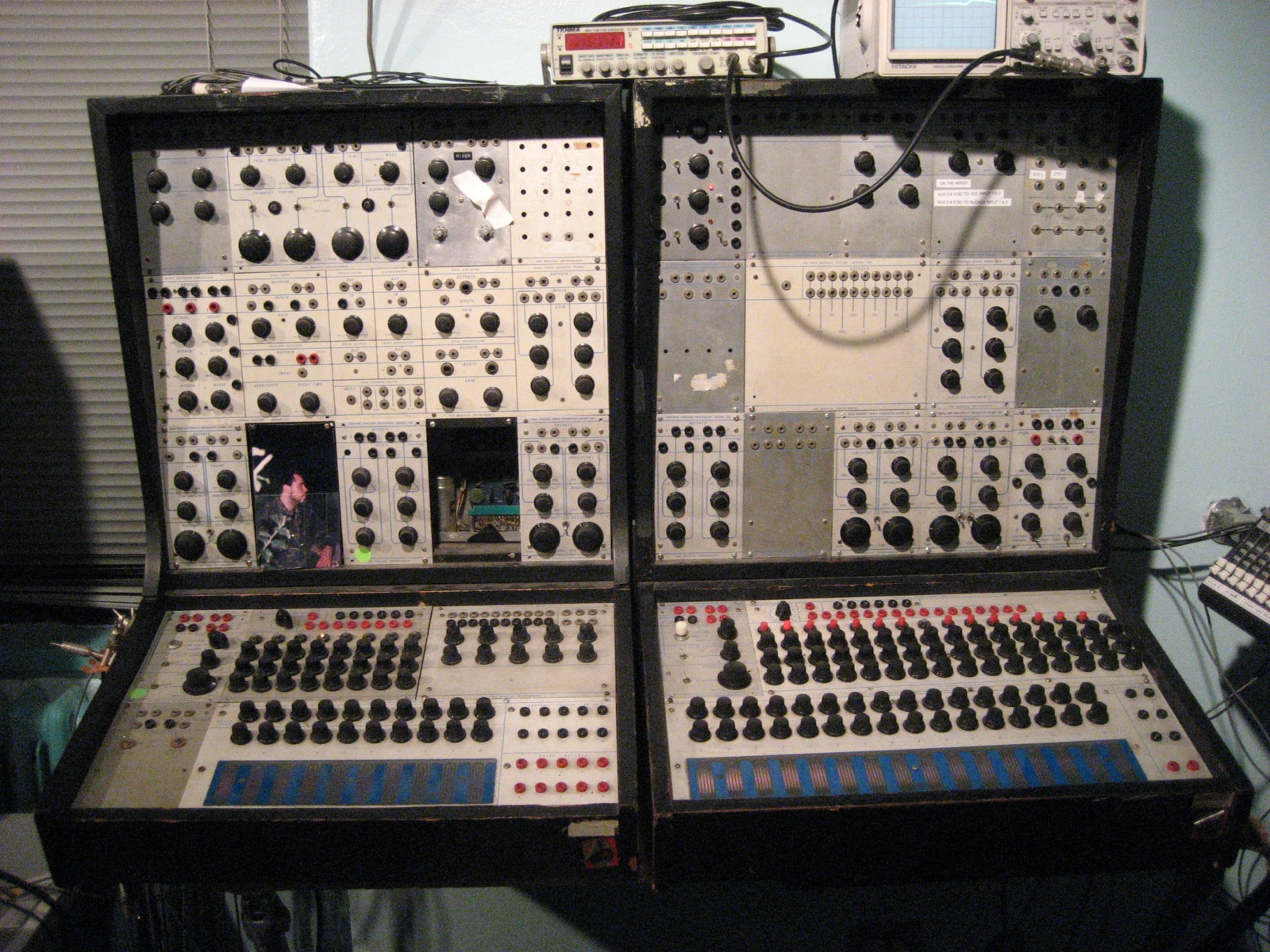
Einer der ersten verfügbaren Analogsequencer (unten, 3×8-step and 3×16-step) on Buchla 100 (1964/1966)
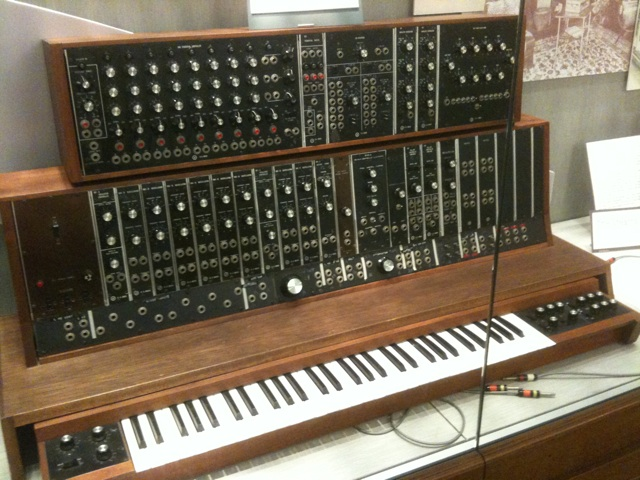
Früher Moog-Sequencer (linkls, gfs ab 1968 hinzugefügt) auf dem ersten kommerziell verkauften Moog Modular Prototypen (etwa.1964)
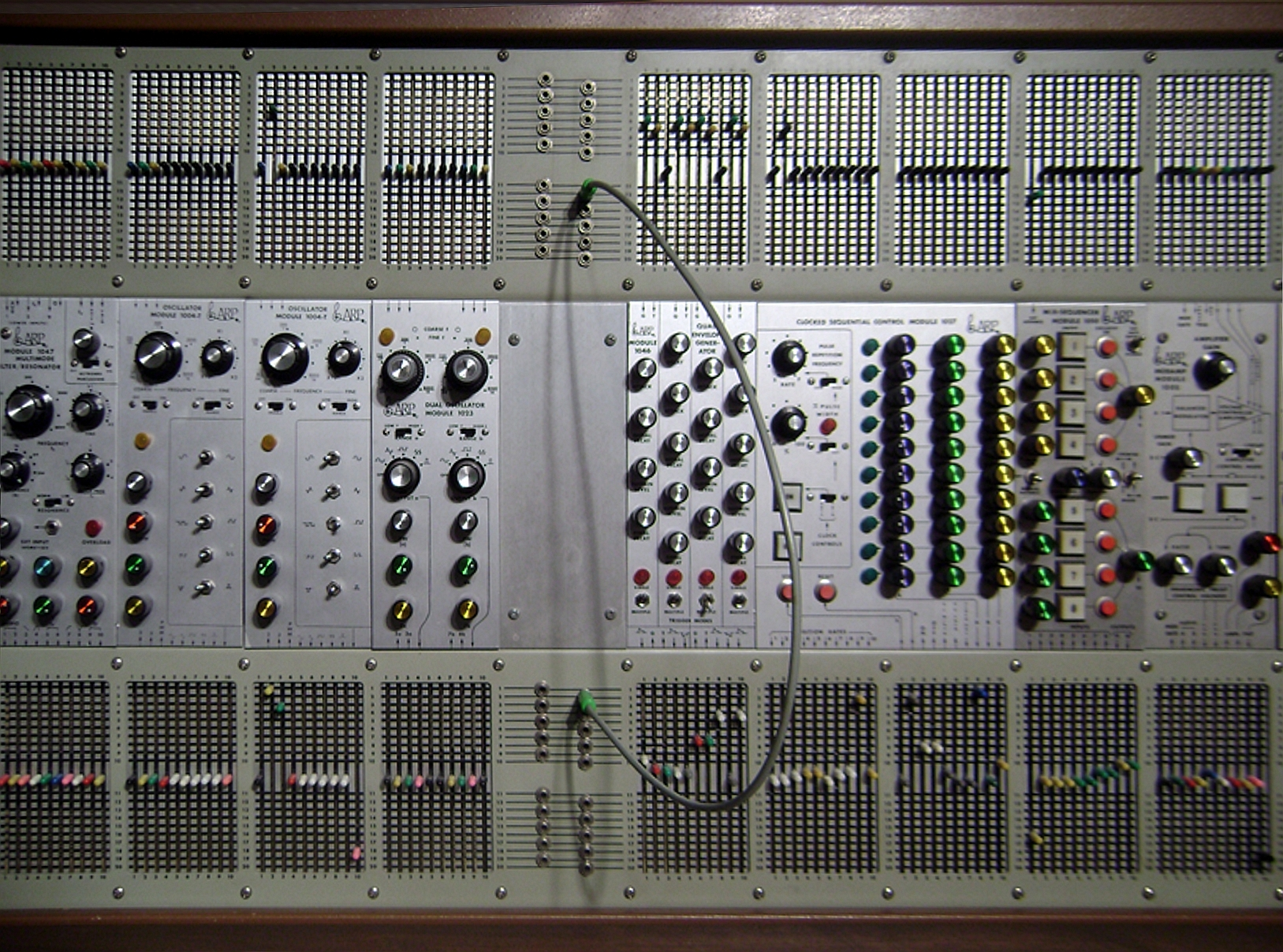
ARP 1027 Clocked Sequential Control Module (3rd&4th from right) und 1050 Mix-Sequenzer-Modul rechts daneben auf ARP 2500 (1970)
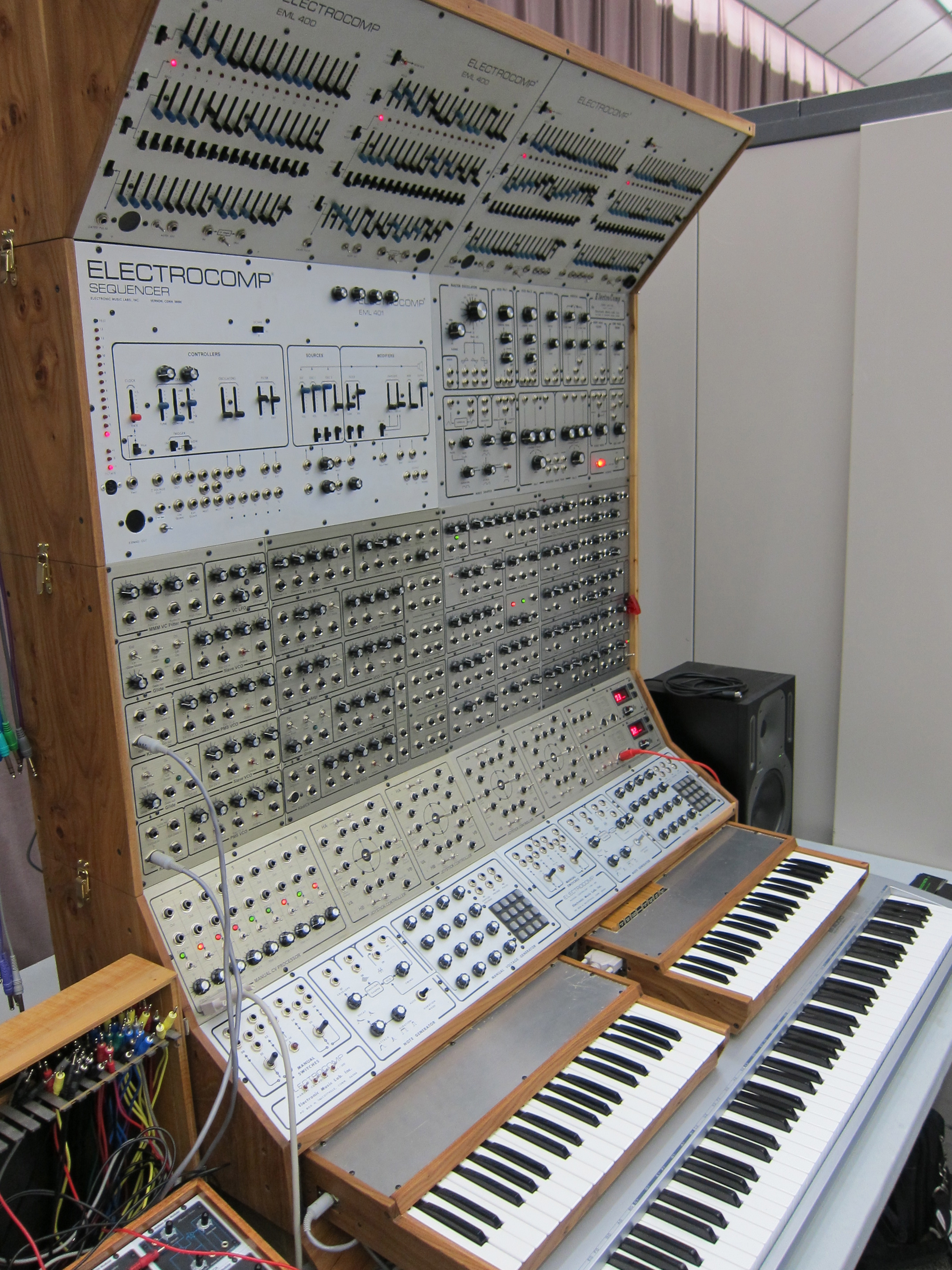
EML Sequencer 400 (top ×2, 6×16 step) on EML ElectroComp modular synthesizer (1970)
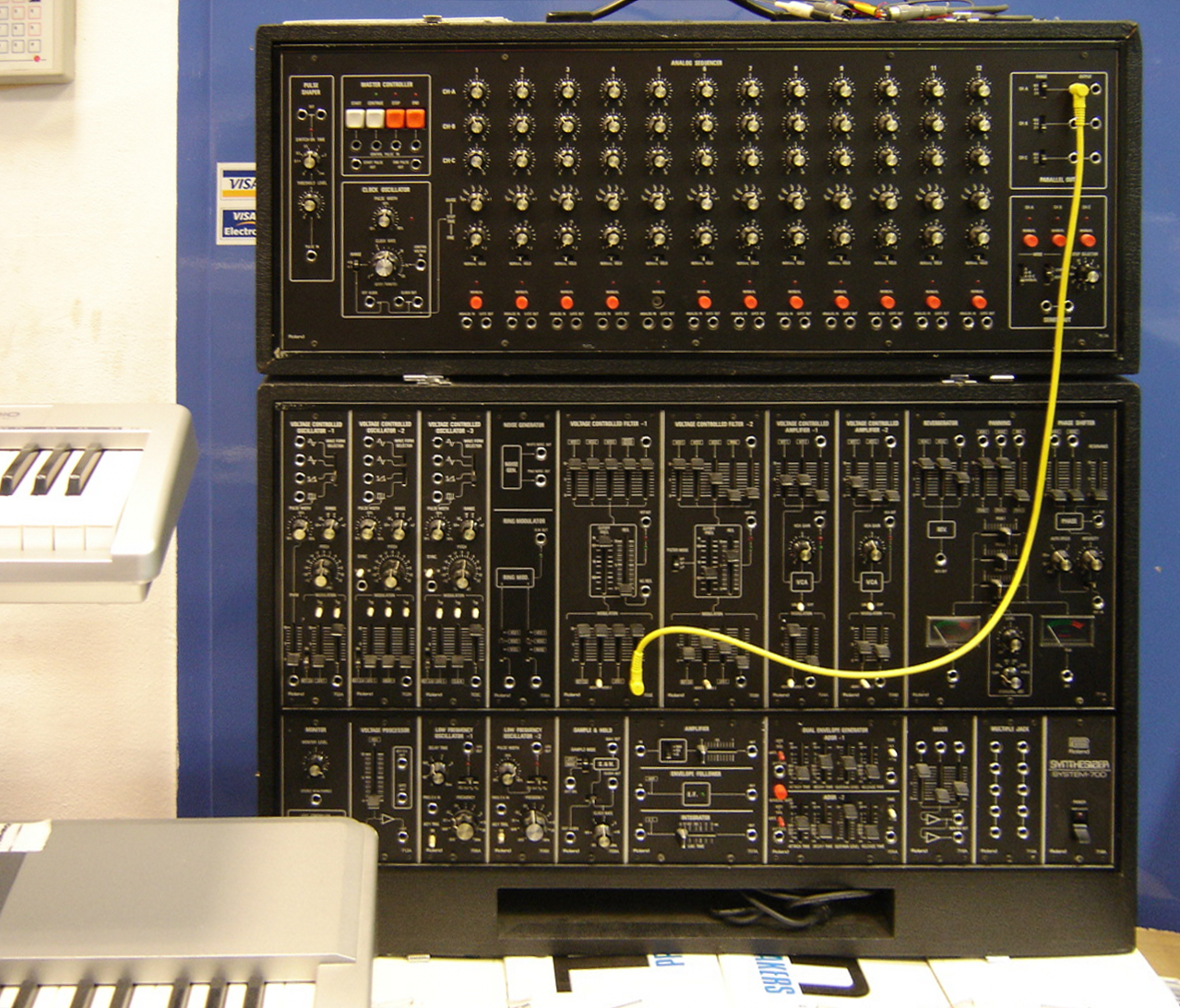
Roland „Block 3“ Analogsequenzer (top, 3×12 step) on Roland System 700 (1976)
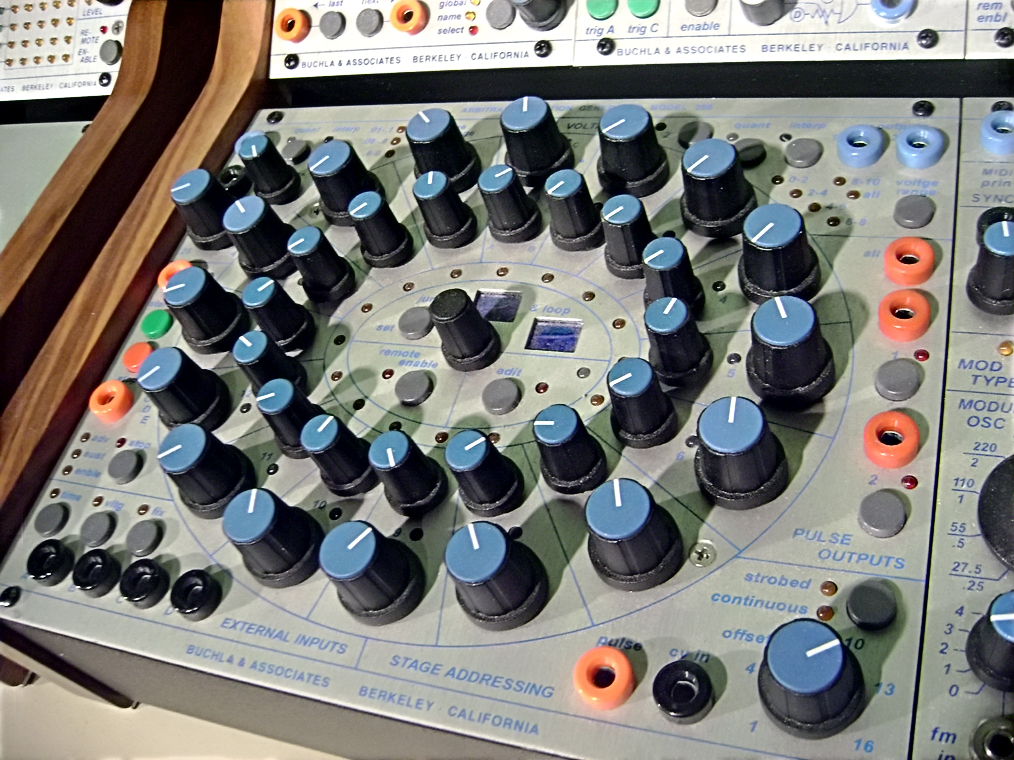
Buchla 250e Arbitrary Function Generator
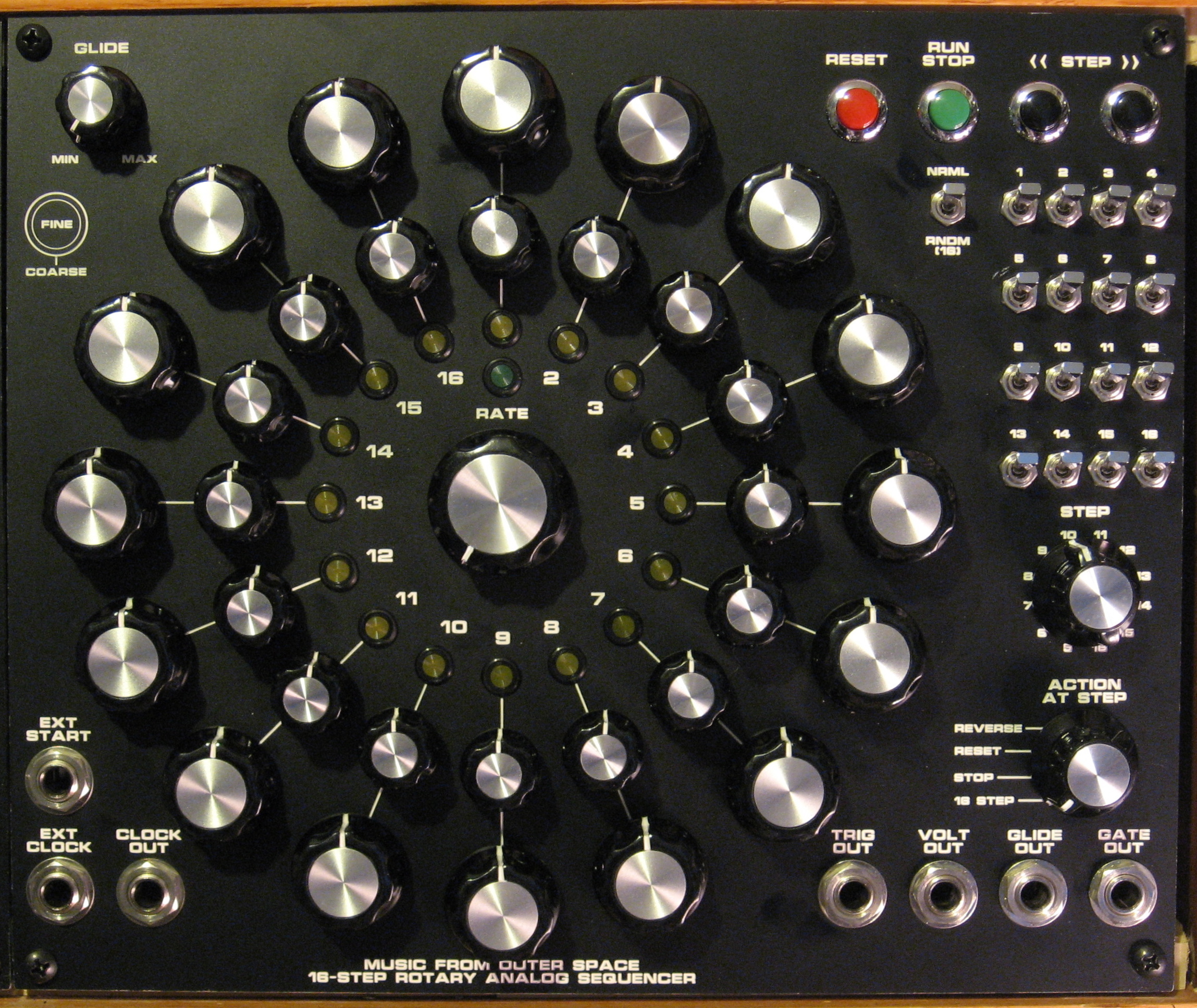
MFOS 16 step rotary Analog-Sequenzer
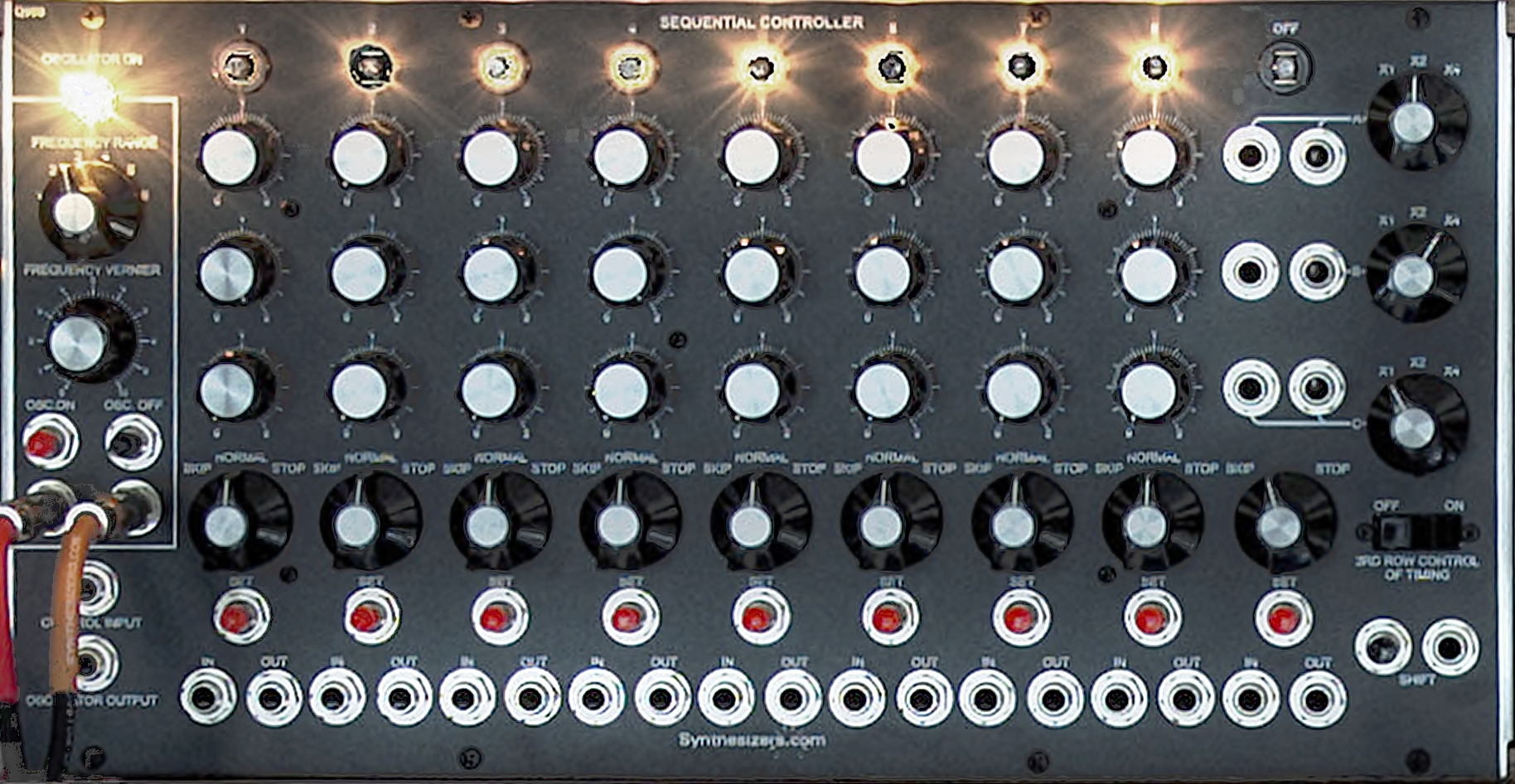
Ein Moog 960 clone / Q960 Sequential Controller
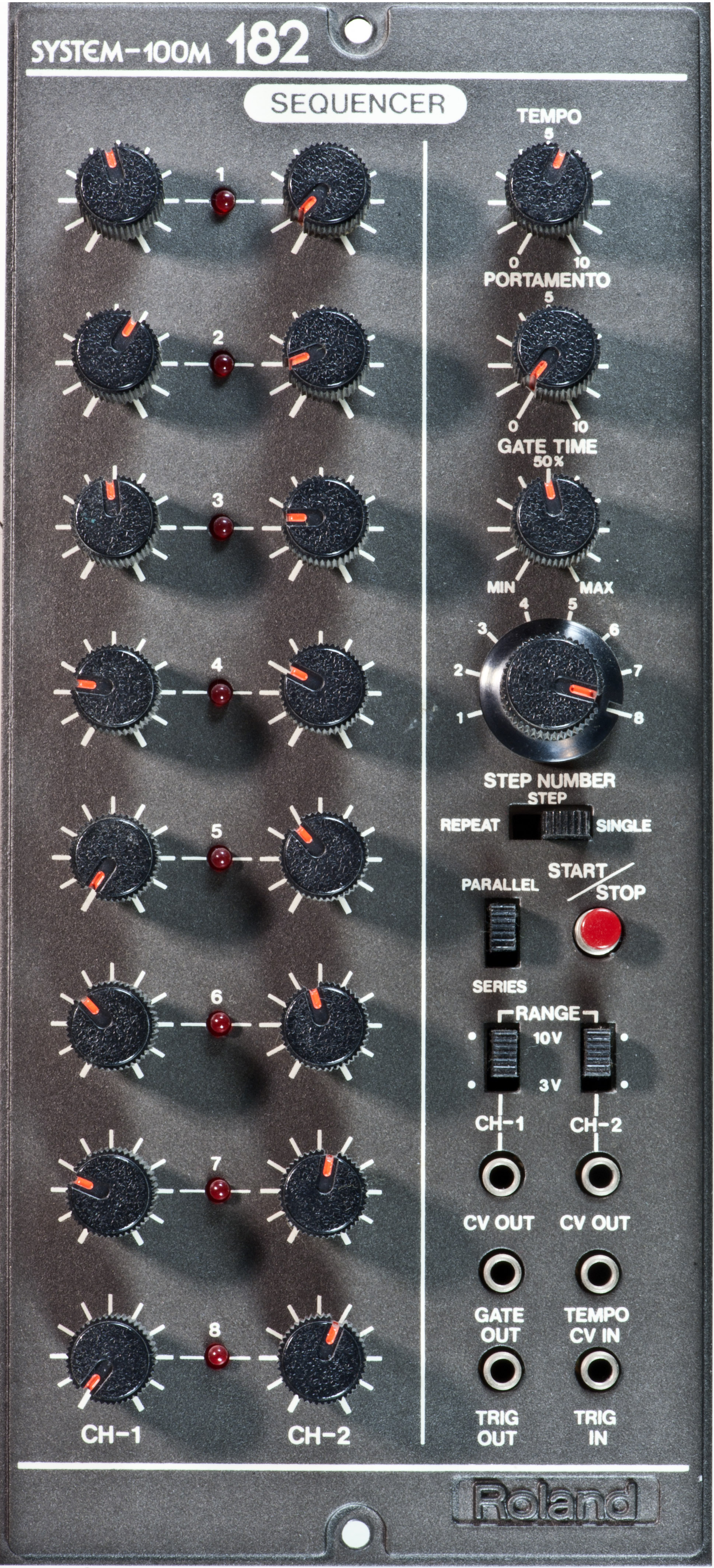
Roland System 100M Model 182 Sequenzer
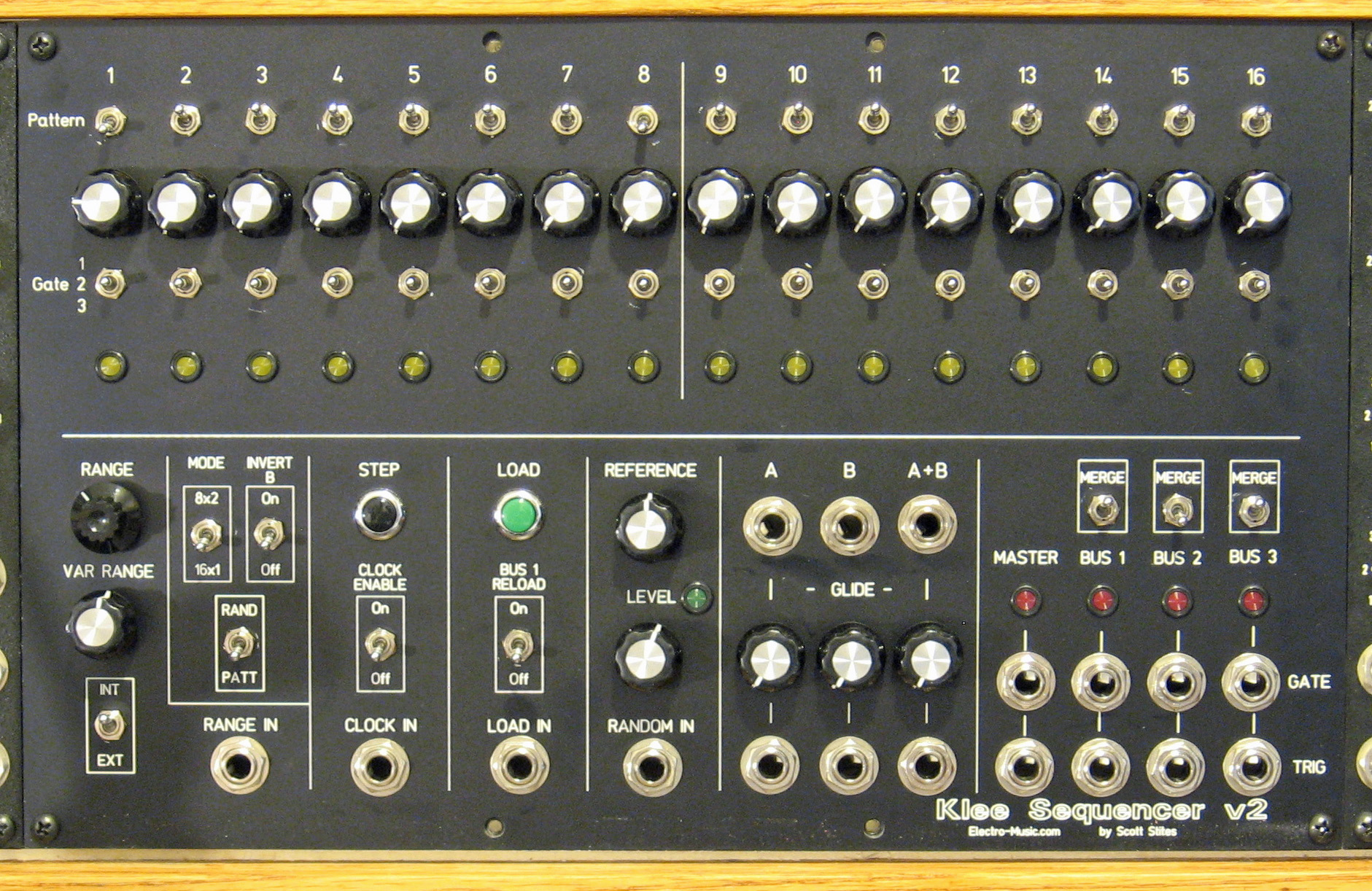
Klee sequencer, von Scott Stites
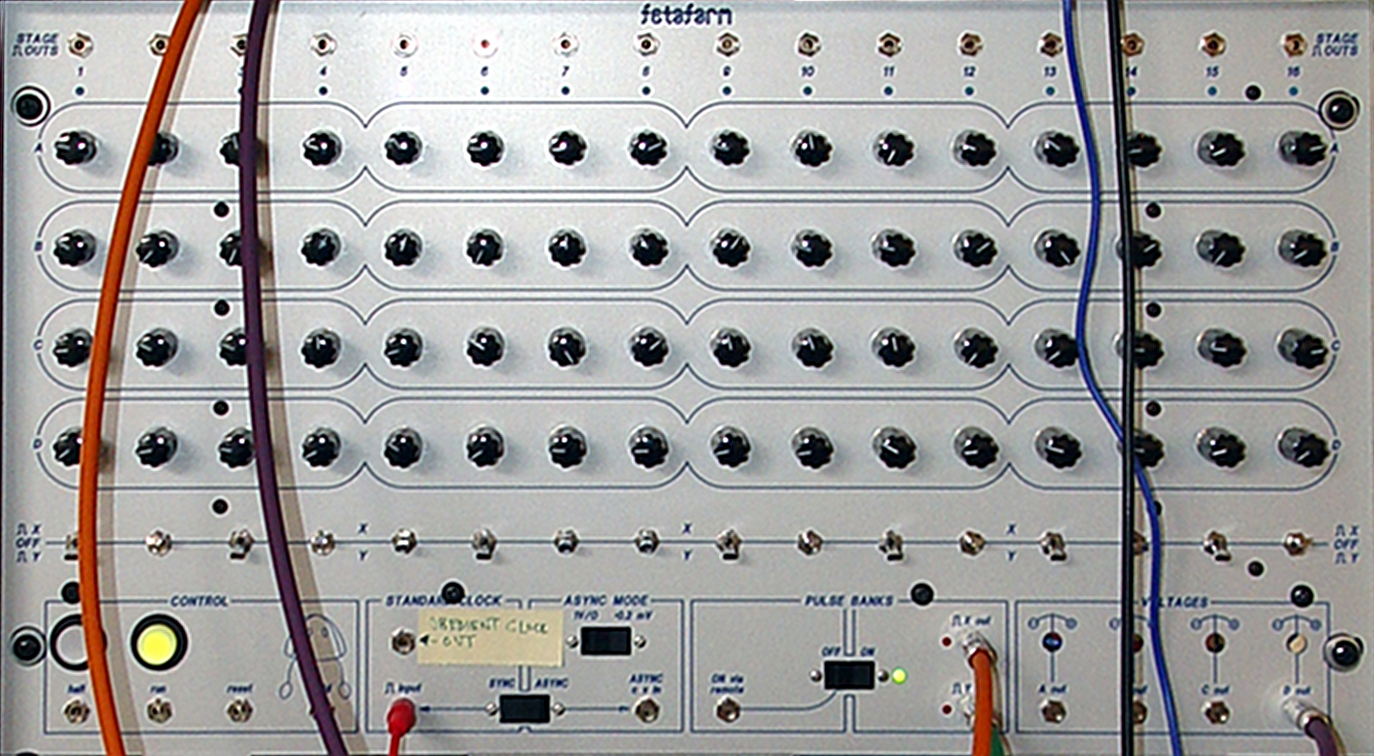
Fetafarm Analogsequenzer (4 line + 1 gate × 16 step)
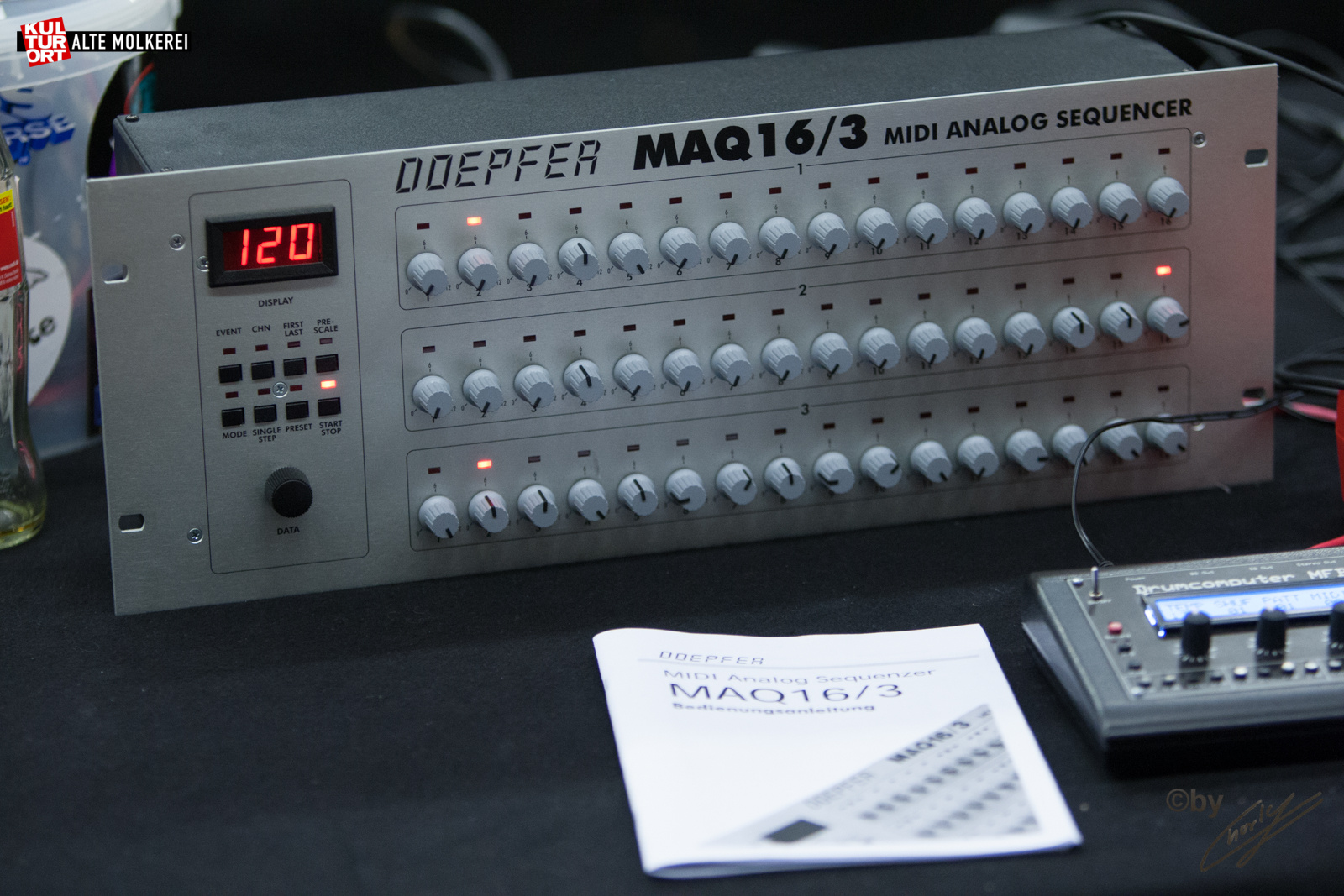
Doepfer MAQ16-3 MIDI Analogsequenzer

## Trivia
- Die schwedische Band Wintergatan stellte 2017 eine aus Holz gefertigte Maschine namens „Marble Machine“ vor, die als mechanischer Sequenzer angesehen werden kann.[3]

## Belege
1. ↑  Thom Holmes: Electronic and experimental music: technology, music, and culture. Taylor & Francis, 2008, ISBN 978-0-415-95781-6, S. 222 (englisch, google.com): “Moog admired Buchla's work, recently stating that Buchla designed a system not only for 'making new sounds but [for] making textures out of these sounds by specifying when these sounds could change and how regular those change would be.”
2. ↑  close encounters of the ARP kind – ARP 2500 Modular Analogue Synthesis System. In: Sound on Sound. Aug. 1996 (englisch, soundonsound.com).
3. ↑  Nicolay Ketterer: Die Marble Machine der schwedischen Band Wintergatan. Keyboards – Analoger Sequenzer für Puristen, 23. März 2020, abgerufen am 7. August 2020.